# Morgongiori
Morgongiori (sardinsky: Mragaxòri) je italská obec (comune) v provincii Oristano v regionu Sardinie. Nachází se ve výšce 351 metrů nad mořem a má 660 obyvatel. Rozloha obce je 45,2 km².